# زیلکه روتنبرگ
زیلک روتنبرگ (به آلمانی: Silke Rottenberg، زادهٔ ۲۵ ژانویهٔ ۱۹۷۲ در ائوسکیرش) دروازه بان بازنشستهٔ فوتبال اهل کشور آلمان است.

## پیشه
وی آخرین تیمی که در آن حاضر بوده اف. اف. سی فرانکفورت است. او خداحافظی خود را از تیم ملی فوتبال زنان آلمان در تاریخ ۲۷ مه ۲۰۰۸ اعلام داشت و در تاریخ ۲۹ مه ۲۰۰۸ در بازی مقابل ولز از تیم ملی به طور رسمی خداحافظی کرد. در سال ۱۹۹۸ روتنبرگ به عنوان فوتبالیست زن سال آلمان انتخاب شد. زیلک بازنشستگی خود از فوتبال حرفه‌ای را در ۱۰ دسامبر ۲۰۰۸ اعلام کرد.

## پیشهٔ مربیگری
روتنبرگ تا اول ژانویهٔ ۲۰۰۹ به عنوان مربی دروازه بان‌های تیم زیر ۱۵ سال زنان آلمان و زیر ۲۳ سال زنان آلمان توسط فدراسیون آلمان گماشته شد.